# La donna che voleva morire
La donna che voleva morire (性輪廻 死にたい女?, Segura magura - Shinitai onna) è un film del 1971 diretto da Kōji Wakamatsu.

## Trama
La vicenda si svolge in Giappone, poco dopo il suicidio di Yukio Mishima, avvenuto il 25 novembre 1970. In una innevata località turistica giungono due sposi in viaggio di nozze: il maturo Ikiro Yoko e la giovane moglie Ryoko. Dopo aver fatto l'amore, Ryoko dice al marito che vorrebbe morire; il marito risponde che potrebbero contrarre un vicendevole patto di suicidio (Shinjū). Nel frattempo, nella stessa località, un giovane turista confida a Natsu, la proprietaria dell'albergo, di volersi uccidere secondo il rituale dei samurai; la proprietaria gli mostra allora una lunga cicatrice, reliquato di un colpo di spada che le era stato inferto dieci anni prima da un uomo di cui era innamorata e col quale aveva stretto un patto di suicidio, il quale tuttavia, dopo averla colpita con una spada da samurai e averla ferita gravemente, aveva rinunciato a sua volta di uccidersi ed era fuggito. Più tardi Natsu riconosce in Ikiro Yoko l'innamorato che dieci anni prima aveva rotto il patto di suicidio. A sua volta il giovane aspirante suicida riconosce in Ryoko, la moglie di Ikiro Yoko, una giovane che qualche tempo prima aveva incitato al suicidio rituale lui e altri giovani. Natsu e Ikiro Yoko decidono di onorare il vicendevole patto di suicidio sottoscritto anni prima e chiedono ai due più giovani di aiutarli a mettere in atto il proposito. Dopo la morte di Ikiro Yoko e Natsu, i due più giovani se ne vanno via insieme, in automobile, dalla località turistica.

## Storia
Il tema del suicidio e dei patti di suicidio ebbe risonanza nel novembre del 1970 in occasione del suicidio rituale messo in atto dallo scrittore giapponese Yukio Mishima e alcuni suoi seguaci. Nel film di Koji Wakamatsu appaiono brevi filmati nei quali compare Mishima o si fa riferimento al suo suicidio; si avvertono inoltre echi della cultura giapponese dello Zengakuren, un movimento nel quale erano presenti i temi dell'autodistruzione.
La donna che voleva morire è uscito in Giappone nell'aprile 1971, ma non è mai stato distribuito nelle sale cinematografiche italiane. È stato tuttavia trasmesso in televisione da Rai 3 il 3 novembre 2012 nel programma Fuori orario con dialoghi in lingua giapponese e sottotitoli in lingua italiana.